# Chironomus borealis
Chironomus borealis är en tvåvingeart som beskrevs av Curtis 1835. Chironomus borealis ingår i släktet Chironomus och familjen fjädermyggor. Inga underarter finns listade i Catalogue of Life.